# Carex schaffneri
Carex schaffneri är en halvgräsart som beskrevs av Johann Otto Boeckeler. Carex schaffneri ingår i släktet starrar, och familjen halvgräs. Inga underarter finns listade i Catalogue of Life.